# Pela (Jordânia)

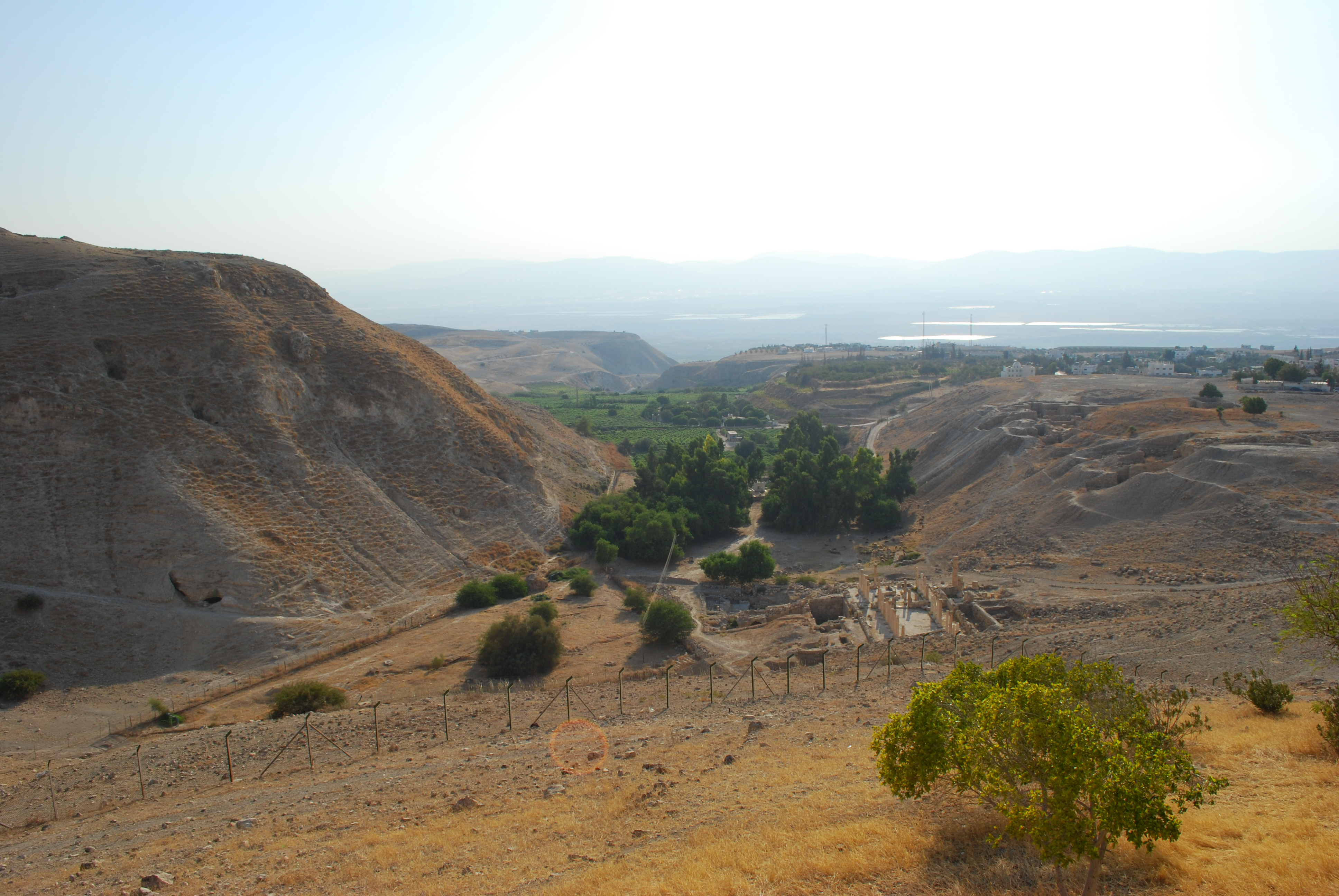
Panorâmica do sítio arqueológico de Pela

Pela foi uma antiga cidade, cujas ruínas constituem atualmente um sítio arqueológico que se situa na aldeia de Tabaqat Fahl (em árabe: طبقة فحل), no noroeste da Jordânia.
O local encontra-se no vale do Jordão, muito perto da fronteira com Israel, 80 km a norte de Amã e 40  km a oeste de Irbid. Abaixo das ruínas encontra-se uma mesquita que comemora a morte dos Sahaba[carece de fontes?] (companheiros de Maomé) que caíram na batalha ali travada entre muçulmanos e bizantinos em 635 d.C., que é conhecida pelo nome de batalha de Fahl ou de Pela.

## História
O sítio tem sido ocupado pelo homem de forma contínua desde o Neolítico (c. 8 000 a.C.) e a dois quilómetros de distância encontraram-se vestígios do Paleolítico datados de há 100 000 anos. A menção mais antiga é de inscrições egípcias do século XIX a.C., onde aparece com o nome de Pihilum ou Pehel. Era então um centro mercantil florescente, com ligações com a Síria e o Chipre. O assentamento do Calcolítico é do 4º milénio a.C..
Aquando da divisão do império de Alexandre, o Grande, no final do século IV a.C., o nome foi mudado para Pela, possivelmente em honra do local de nascimento de Alexandre ou como helenização de Pihilum. A cidade mudou de mãos entre os Ptolomeus e os Selêucidas e foi saqueada pelo asmoneu Alexandre Janeu, rei da Judeia em 83 a.C..
Após a conquista romana por Pompeu na primeira metade do século I a.C., a cidade prosperou ainda mais, tendo então desaparecido a maior parte das construções helénicas. Ainda hoje subsistem ruínas espetaculares desse período, durante o qual Pela foi uma das cidades que compunha a Decápole. Segundo Eusébio de Cesareia, Pela foi o refúgio de cristãos de Jerusalém que fugiram às guerras judaico-romanas no século I d.C. Ali foi fundada uma das primeiras igrejas cristãs. Durante a era bizantina a cidade foi revitalizada, tendo sido fortalecidas as rotas comerciais e desenvolvidas as indústrias locais. Foram também construídos mais edifícios, em particular igrejas, das quais ainda se podem observar ruínas de duas, uma na encosta que domina o vale e outra perto do rio, na parte baixa da antiga cidade.
Depois da conquista muçulmana no século VII, Pela foi uma cidade omíada por mais de cem anos, como comprovam as ricas peças cerâmicas desse período ali encontradas, fabricadas nos fornos de Gérasa. Como muitos outros locais da região, a cidade foi destruída pelo chamado Sétimo Terramoto (ou Terramoto de Golã), em 749. Apesar do lugar continuar a ser habitado depois disso, durante os períodos abássida e mameluca, perdeu importância, tornando-se uma pequena comunidade rural. Até 1970 existiu uma aldeia de adobe na colina, que foi destruída por um bombardeamento israelita. Atualmente apenas existe nas imediações a pequena aldeia de Tabaqat Fahl.

## Escavações
A Universidade de Sydney e o Departamento de Antiguidades da Jordânia têm conduzido escavações em Pela desde 1979, mas grande parte dos restos da antiga cidade continua por escavar. Nos últimos anos, as escavações lideradas por Stephen Bourke têm-se focado nas nos templos e edifícios administrativos da Idade do Bronze e Idade do Ferro. Entre 1994 e 2003 foi desenterrado um templo cananita. Em maio de 2010 Bourke anunciou a descoberta duma muralha e outras estruturas datadas de 3 400 a.C., que indicam foi uma importante cidade-estado na altura que as cidades da Suméria estavam a tomar forma.
Entre os vestígios de construções antigas encontram-se habitações neolíticas do 6º milénio a.C., plataformas defensivas da Idade do Bronze antiga (ca. 3200 a.C.), muralhas maciças da Idade do Bronze média (ca. 1800 a.C.), residências da Idade do Bronze tardia (ca. 1350 a.C.), grande áreas da cidade helenística (destruída pelo saque de Alexandre Janeu em 83 a.C.), o teatro e casa da fonte da cidade romana (ca. 150 d.C.), três igrejas bizantinas (ca. 550 d.C.), e os restos da cidade islâmica destruída pelo terramoto (ca. 750 d.C.).